# Дарійо Срна
Да́рійо Срна (хорв. Darijo Srna, МФА: [ˈdaːriɔ ˈsrna]); нар. 1 травня 1982, Меткович, СФРЮ) — хорватський футболіст, по завершенні кар'єри гравця помічник головного тренера донецького «Шахтаря» (Донецьк).
У Шахтарі і збірній Хорватії був основним виконавцем штрафних ударів і пенальті. Абсолютний рекордсмен за кількістю зіграних матчів у збірній.

## Кар'єра

### Початок кар'єри
Дарійо Срна народився 1 травня 1982 року в невеликому місті Меткович (13000 жителів) (Хорватія). Батько Дарійо, у минулому професійний футболіст. Спочатку Срна грав у футбол у дворі з друзями, потім пішов займатися в місцеву спортшколу Неретва (Меткович). У 12-річному віці Дарійо Срна вперше одягнув футболку «Метковіч»; в 14 років потрапив до збірної. Потім його запрошували в загребське «Динамо» і в «Хайдук» зі Спліта.

### «Хайдук»
У 16 років Франко Барезі кликав Даріо в італійський «Мілан». Але його агент, відомий у минулому футболіст Ігор Штімац, порадив тоді не поспішати. Сказав, що він ще молодий, щоб їхати в Європу. Срна послухав. Після цього він підписав з «Хайдуком» професійний контракт.
Срна навіть грав у єврокубках, після перших проведених двох років у хорватському клубі. Відзначався голами.
Коли Дарійо в 17 років виступав за юнацьку команду, його підключили до основи. «Хайдук» грав із загребським «Динамо» у фіналі Кубка Хорватії. Тоді «Хайдук» програв — (1:3). Це був перший матч Даріо, він вийшов на поле на 65-й хвилині і отримав червону картку за те, що вдарив суперника в обличчя.
Через два роки в 19 років став чемпіоном Хорватії.
У чемпіонаті Хорватії провів 69 ігор, забив 7 голів. У Кубку Хорватії 13 ігор.

### «Шахтар» (Донецьк)
Дарійо обрав українських «гірників», хоча міг перейти в «Шальке-04», дортмундську «Боруссію», «Рому», «Кайзерслаутерн» і київське «Динамо». Але «Шахтар» був найбільш конкретний і запропонував найкращі умови контракту. Контракт Срна підписав в один день зі Стіпе Плетикосою, з яким вони разом грали в «Хайдуку».
У складі «Шахтаря» дебютував 12 липня 2003 року у матчі з запорізьким «Металургом», замінивши на 76-ій хвилині Брандау. Цей матч завершився перемогою «помаранчево-чорних» з рахунком (3:0).
За перший сезон у клубі зіграв 29 матчів і забив 3 м'ячі. Допоміг виграти Кубок України. Це був його перший трофей разом з командою.
Наступного сезону тренер почав більше довіряти Срні, він зіграв 41 матч в сезоні 2004/2005. Почав грати в основному складі навіть на євроарені, де дебютував 14 вересня 2004 в Лізі Чемпіонів у матчі проти «Мілана». В цьому ж сезоні переміг у чемпіонаті і суперкубку.
У травні 2006 року газета «Команда» включила його в рейтинг найкращих футболістів чемпіонату України: як фланговий захисник Срна зайняв 3 місце, поступившись Развану Рацу і Олегу Гусєву.

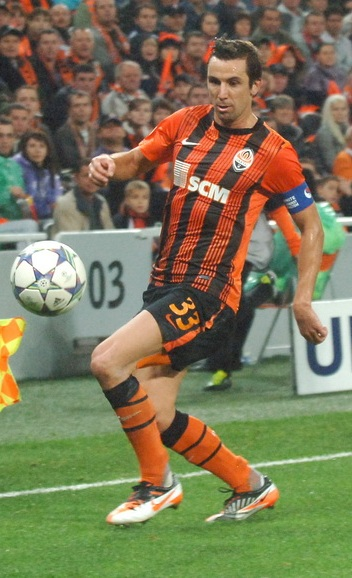
Дарійо Срна під час виступів за «Шахтар». 2011 рік.

ЗМІ неодноразово «відправляли» хорватського захисника в команди чемпіонатів Західної Європи, проте сам Дарійо відкидав будь-яку можливість покинути «Шахтар». Срною цікавилися: «Портсмут», «Челсі», «Реал» і деякі російські клуби. Але на ці чутки Дарійо відповідав так:
|  | Якщо би я пішов до «Реалу», або до якогось іншого великого клубу, то був би одним з гравців з найбільшим заробітком. Тут я капітан, гравець із супер-статусом. Я вагався, але вирішив залишитися. Тут — рай на землі. |

У сезоні 2008/2009 у Суперкубку України дійшло до післяматчевої серії пенальті, один із них хорват реалізував. Також «Шахтар» того сезону виграв Кубку УЄФА. У фіналі Дарійо заробив «гірчичник» і відзначився гольовою передачею і як капітан першим підняв кубок.
У сезоні 2009/2010 брав участь у Суперкубку УЄФА. Забив 4 голи за сезон, більшість з них були важливими і відігравали важливу роль у перемогах «Шахтаря».
У сезоні 2011/2012 Дарійо Срна відкрив рахунок у матчі з київським «Арсеналом», який закінчився з рахунком 5:0.
У сезоні 2012/2013 почав віддавати гольові передачі. Так він допоміг Луїсу Адріану, Ілсінью, Фернандінью і Марко Девічу. Всі ці передачі теж стали важливими. А потім Луїс Адріану віддячив йому гольовою передачею. Срна забив гол зі штрафного. Забив переможний гол у матчі з «Дніпром». А закінчив забивати у сезоні голом у ворота дортмундської «Боруссії».
Дарійо став основним виконавцем штрафних ударів і пенальті у клубі.
У грудня 2016 з'явилася інформація що Срна може перейти в іспанську «Барселону». Однак хорват вирішив залишитися в «Шахтарі».
|  | Я і раніше сказав, і зараз кажу, що моє серце належить" Шахтарю ", Я залишаюся в "Шахтарі" і задоволений цим рішенням. Послухав, що говорить моє серце. Воно мені підказало, що я повинен залишитися в "Шахтарі" і виграти з командою чемпіонат. Я ухвалив правильне рішення. А що стосується "Барселони", не буду це коментувати, тому що непрофесійно. Найважливіше, що я визначився. Я хочу залишитися в "Шахтарі". |

Допінг-проба Дарійо Срни, взята 15 березня 2017 року, виявилась позитивною. Пів року проби досліджували декілька лабораторій на чолі з австрійською в Зайберсдорфі. 29 серпня Національний антидопінговий центр України отримав підтвердження позитивних проб — заборонені сполуки виявили після аналізу гормональних змін в організмі. 22 вересня 2017 року ФК «Шахтар» підтвердив позитивну допінг-пробу Срни:
|  | Не існує якої-небудь заборони футболісту, щоб брати участь у змаганнях. Однак після консультацій із клубом з метою концентрації на своєму захисті Дарійо Срна вирішив припинити виступи за команду. Клуб поважає і підтримує рішення Даріо і впевнений, що гравець доведе свою невинність. Разом з тим ФК "Шахтар" вважає неприйнятним застосування допінгу в спорті і підтверджує свою прихильність ідеї боротьби з допінгом. |

22 лютого 2018 року Національний антидопінговий центр України дискваліфікував хорвата на півроку, до 22 серпня і за донецький клуб хорват більше не провів жодного матчу.

### «Кальярі»
22 червня 2018 року в статусі вільного агента підписав контракт з італійським клубом «Кальярі»
Через рік, 21 червня 2019 року, Дарійо заявив про завершення кар'єри. Згодом він зізнавався, що італійський клуб не захотів продовжувати з ним контракт.

## Збірна

### Молодіжні збірні
У 1998 році, зіграв дебютний матч за збірні Хорватії, в збірній U-15. У цьому матчі він не відзначився голом.
У наступному році зіграв за збірну U-17. За неї він продовжував виступати впродовж 1999 і 2000 років. Зіграв 5 матчів і забив 4 голи.
У збірній U-19 виступав до 2001 року. Зіграв 7 матчів і забив 4 голи. У цей час його викликали у збірну U-20, за яку він зіграв 2 матчі. І від цього часу до 2004 року продовжував викликатися до збірної U-21. За неї Дарійо зіграв 10 матчів і відзначився 4 голами.
І в 2002 році дебютував за Збірну Хорватії, в матчі проти Збірної Румунії.

### Доросла збірна
У збірній Хорватії дебютував в листопаді 2002 року в товариському матчі проти збірної Румунії.

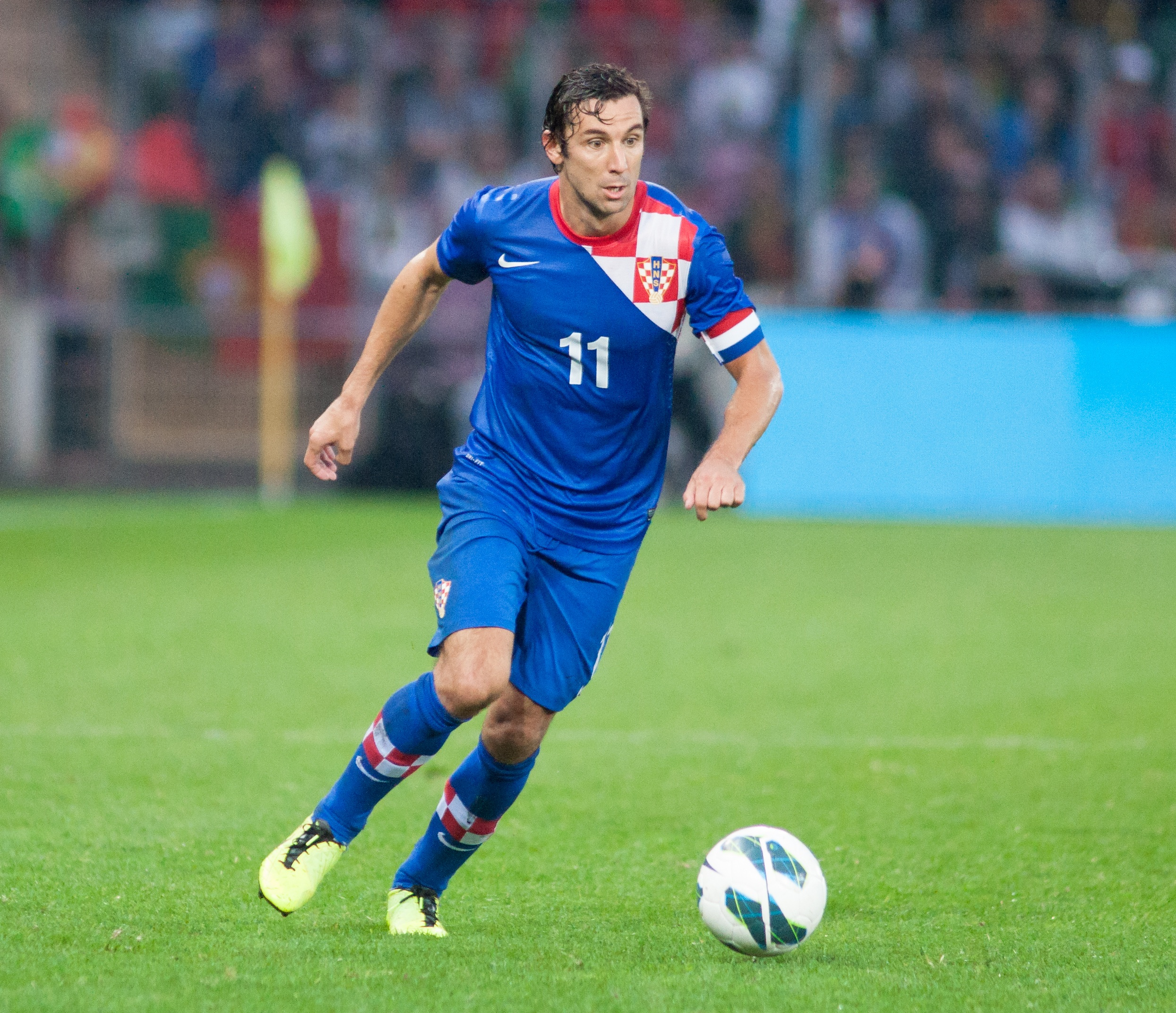
Срна у складі збірної Хорватії

Перед матчем відбіркового турніру Євро 2008 проти Росії Даріо Срна, Івіца Оліч і Бошко Балабан покинули розташування збірної і вирушили в нічний клуб в Загреб, що в 25-ти кілометрах від табору національної команди. У клубі почалася бійка, з'явилося телебачення і поліція. Журналісти відразу ж дізналися знаменитих в Хорватії гравців, і інформація просочилася в ЗМІ. Державне телебачення країни навіть випустило з цього приводу спеціальний сюжет, в якому назвало поведінку Срни, Оліча і Балабана «найсерйознішим порушенням дисципліни» професійними футболістами з моменту здобуття незалежності Хорватією.
За це головний тренер збірної Хорватії виключив зі збірної Срну, Оліча і Балабана. 22 вересня 2006 року його все ж викликали в збірну на відбіркові матчів чемпіонату Європи 2008 з Андоррою та Англією.
4 жовтня 2006 року залишив розташування збірної через підозру на надрив м'яза.
26 червня 2016 року, після вильоту збірної Хорватії з Чемпіонату Європи 2016 року Даріо вирішив завершити кар'єру в збірній.
|  | Я хочу сконцентруватися на грі за «Шахтар». Можу сказати, що все ще голодний до успіхів на футбольному полі. Моє найбільше бажання - закінчити кар'єру на «Донбас Арені». Це моє місто, мій стадіон, моє життя |

## Тренер і функціонер
21 червня 2019 року «Шахтар» представив нового головного тренера Луїша Каштру. Відразу після презентації Даріо Срна оголосив про завершення кар'єри футболіста і увійшов до тренерського штабу донецького клубу як асистент. За підсумками сезону 2019/20 «гірники» стали чемпіонами України, після чого Срна перейшов на посаду директора з футболу у клубі. В його обов'язки увійшли розвиток молодих гравців, адаптація легіонерів, інтеграція вихованців в першу команду, участь в обговоренні трансферів, відповідність гри від академії до першої команди. 2020 року отримав тренерську ліцензію УЄФА категорії PRO.
16 жовтня 2023 року «Шахтар» призначив Дарійо Срну виконувачем обов'язків головного тренера. Під його керівництвом команда перемогла у чемпіонаті ЛНЗ з рахунком 3:0, а вже за кілька днів новим головним тренером клубу став Маріно Пушич, а Срна повернувся на посаду директора з футболу.

## Статистика виступів

### Клубна
| Клуб              | Сезон             | Чемпіонат | Чемпіонат | Кубок | Кубок | Єврокубки | Єврокубки | Суперкубок | Суперкубок | Всього | Всього |
| Клуб              | Сезон             | Ігри      | Голи      | Ігри  | Голи  | Ігри      | Голи      | Ігри       | Голи       | Ігри   | Голи   |
| ----------------- | ----------------- | --------- | --------- | ----- | ----- | --------- | --------- | ---------- | ---------- | ------ | ------ |
| Хайдук            | 1999–00           | 1         | 0         | -     | -     | -         | -         | -          | -          | 1      | 0      |
| Хайдук            | 2000–01           | 10        | 0         | 3     | 0     | -         | -         | -          | -          | 13     | 0      |
| Хайдук            | 2001–02           | 25        | 1         | 2     | 1     | 5         | 1         | -          | -          | 32     | 3      |
| Хайдук            | 2002–03           | 27        | 3         | 6     | 2     | 4         | 0         | -          | -          | 37     | 5      |
| Всього            | Всього            | 63        | 4         | 11    | 3     | 9         | 1         | -          | -          | 83     | 8      |
| Шахтар            | 2003–04           | 19        | 0         | 5     | 3     | 5         | 0         | -          | -          | 29     | 3      |
| Шахтар            | 2004–05           | 22        | 1         | 7     | 1     | 11        | 0         | 1          | 0          | 41     | 2      |
| Шахтар            | 2005–06           | 21        | 2         | 1     | 0     | 10        | 0         | 1          | 0          | 33     | 2      |
| Шахтар            | 2006–07           | 20        | 3         | 5     | 0     | 9         | 1         | 1          | 0          | 35     | 4      |
| Шахтар            | 2007–08           | 28        | 0         | 3     | 0     | 10        | 0         | -          | -          | 41     | 0      |
| Шахтар            | 2008–09           | 25        | 4         | 3     | 0     | 17        | 1         | 1          | 0          | 46     | 5      |
| Шахтар            | 2009–10           | 26        | 2         | 2     | 1     | 11        | 1         | -          | -          | 39     | 4      |
| Шахтар            | 2010–11           | 27        | 3         | 2     | 0     | 9         | 1         | 1          | 0          | 39     | 4      |
| Шахтар            | 2011–12           | 25        | 3         | 3     | 0     | 5         | 0         | 1          | 0          | 34     | 3      |
| Шахтар            | 2012–13           | 26        | 2         | 5     | 1     | 8         | 1         | 1          | 0          | 40     | 4      |
| Шахтар            | 2013–14           | 27        | 6         | 2     | 0     | 8         | 1         | 1          | 0          | 38     | 6      |
| Шахтар            | 2014–15           | 23        | 2         | 4     | 5     | 7         | 1         | 1          | 0          | 36     | 5      |
| Шахтар            | 2015–16           | 19        | 2         | 4     | 0     | 17        | 3         | 1          | 1          | 41     | 6      |
| Шахтар            | 2016–17           | 23        | 1         | 1     | 0     | 9         | 0         | 1          | 0          | 34     | 1      |
| Шахтар            | 2017–18           | 8         | 0         | 0     | 0     | 1         | 0         | 1          | 0          | 10     | 0      |
| Всього            | Всього            | 339       | 33        | 48    | 6     | 136       | 9         | 13         | 1          | 536    | 49     |
| Кальярі           | 2018–19           | 26        | 0         | 2     | 0     | –         | –         | –          | –          | 28     | 0      |
| Всього за кар'єру | Всього за кар'єру | 429       | 37        | 61    | 9     | 145       | 10        | 13         | 1          | 648    | 57     |

## Титули та досягнення
«Хайдук»
- Чемпіон Хорватії: 2000-01
- Володар кубка Хорватії: 2003

«Шахтар»

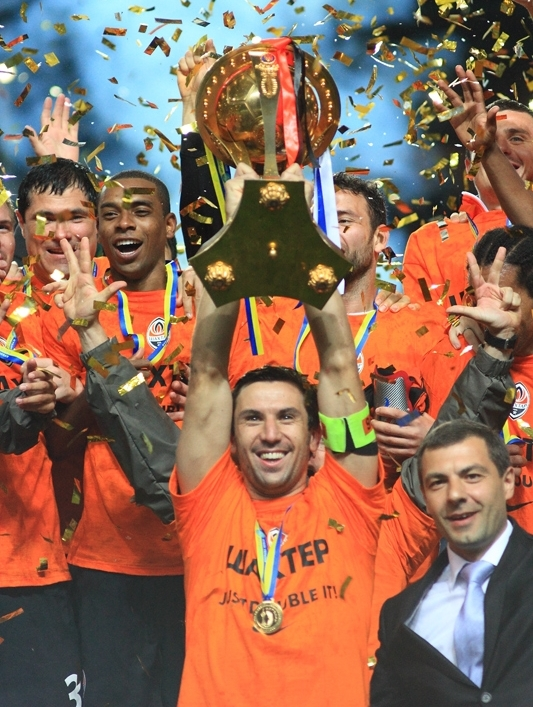
Дарійо Срна як капітан «Шахтаря» підіймає Суперкубок України. 2011 рік.

- Чемпіон України: 2004-05, 2005-06, 2007-08, 2009-10, 2010-11, 2011-12, 2012-13, 2013-14, 2016-17
- Володар кубка України: 2003-04, 2007-08, 2010-11, 2011-12, 2012-13, 2016-17
- Володар Кубка УЄФА 2008-09
- Володар Суперкубка України: 2005, 2008, 2010, 2012, 2013, 2014, 2015